# فرد تستوت
فرد تستوت (به انگلیسی: Fred Testot) (زاده ۲۰ فوریه ۱۹۷۷) بازیگر، فیلم‌نامه‌نویس، تهیه کننده فرانسوی است.
از فیلم‌های معروف او می‌توان به بازی در فیلم پاتایا اشاره کرد.